# لی گیونگ یونگ
این یک نام کره‌ای است؛ نام خانوادگی لی است.
لی گیونگ یونگ (کره‌ای: 이경영؛ زادهٔ ۱۲ دسامبر ۱۹۶۰) بازیگر اهل کره جنوبی است.

## فیلم‌شناسی
- منتخب فیلم‌شناسی

### فیلم
| سال  | عنوان                    | نقش                  | توضیحات    |
| ---- | ------------------------ | -------------------- | ---------- |
| ۲۰۱۷ | همراه با خدایان: دو جهان | پادشاه بزرگ عقل سلیم | حضور کوتاه |
| ۲۰۱۷ | جزیره کشتی جنگی          | یون هاک چول          |            |
| ۲۰۱۷ | واقعی                    | نو یوم               | حضور کوتاه |
| ۲۰۱۶ | پاندورا                  | نخست وزیر            |            |
| ۲۰۱۵ | ترور                     | کانگ این گوک         |            |
| ۲۰۱۴ | پادشاه مد                | پدر وون هو           |            |
| ۲۰۱۴ | دزدان دریایی             | سو ما                |            |

### مجموعه تلویزیونی
| سال  | عنوان           | نقش           |
| ---- | --------------- | ------------- |
| ۲۰۱۹ | بی‌خانمان        | ادوارد پارک   |
| ۲۰۲۰ | دنیای متأهلی    | یو بیونگ گیو  |
| ۲۰۲۱ | نقاب            | لی این هوان   |
| ۲۰۲۱ | وینچنزو         | پارک سونگ جون |
| ۲۰۲۲ | زندگی دوباره من | جو ته سوپ     |
| ۲۰۲۲ | دکتر وکیل       | گو جین گی     |
| ۲۰۲۲ | چرا او          | هان سونگ بوم  |
| ۲۰۲۲ | آداماس          | کوان جه یو    |
| ۲۰۲۳ | دکتر رمانتیک ۳  | چا جی مان     |